# Jo Nakajima
Jo Nakajima (中嶋 譲 Nakajima Jo?,  nacido el 3 de julio de 1980 en Saitama) es un exfutbolista japonés. Jugaba de delantero y su último club fue el Kashima Antlers de Japón.

## Trayectoria

### Clubes
| Club            | País  | Año         |
| --------------- | ----- | ----------- |
| Kashima Antlers | Japón | 1999 - 2001 |

## Palmarés

### Títulos nacionales
| Título             | Club            | País  | Año  |
| ------------------ | --------------- | ----- | ---- |
| Copa J. League     | Kashima Antlers | Japón | 2000 |
| J1 League          | Kashima Antlers | Japón | 2000 |
| Copa del Emperador | Kashima Antlers | Japón | 2000 |
| J1 League          | Kashima Antlers | Japón | 2001 |